# Aqualung
Aqualung är ett album av rockgruppen Jethro Tull, utgivet 1971. Albumet spelades in december 1970 - februari 1971. Skivans första sida (på LP-versionen) innehåller sex karaktärsbeskrivningar, varav den mest kända är titelspåret som handlar om en hemlös äldre man och hans lungsjukdom. Andra sidan handlar om hur organiserad religion har begränsat människans syn på Gud.
Albumomslaget är målat av konstnären Burton Silverman och föreställer karaktären "Aqualung". Skivan gavs ursprungligen ut i ett utvikskonvolut.
Albumet blev som bäst fyra på albumlistan i Storbritannien och sjua i USA. Tidskriften Rolling Stone rankade det 2003 som nummer 337 på sin lista över de 500 bästa albumen genom tiderna. Albumet har på senare tid givits ut i flera nya CD-utgåvor.

## Låtlista
Sida 1
1. "Aqualung" (Ian Anderson/Jennie Anderson) – 6:31
2. "Cross-Eyed Mary" – 4:06
3. "Cheap Day Return" – 1:21
4. "Mother Goose" – 3:51
5. "Wond'ring Aloud" – 1:53
6. "Up To Me" – 3:14

Sida 2
1. "My God" – 7:08
2. "Hymn 43" – 3:15
3. "Slip Stream" – 1:12
4. "Locomotive Breath" – 4:23
5. "Wind Up" – 6:01

- Låtar utan angiven upphovsman är skrivna av Ian Anderson.

## Medverkande
Jethro Tull
- Ian Anderson – sång, akustisk gitarr, flöjt
- Martin Barre – elektrisk gitarr, blockflöjt
- Jeffrey Hammond (som "Jeffrey Hammond-Hammond") – basgitarr, bakgrundssång, altblockflöjt, röster
- John Evan – piano, orgel, mellotron
- Clive Bunker – trummor, percussion

Produktion
- Ian Anderson – musikproducent
- Terry Ellis – producent
- John Burns – ljudtekniker
- David Palmer – arrangement, dirigent
- Burton Silverman – omslag

## Listplaceringar
| Lista (1971)   | Position            |
| -------------- | ------------------- |
| Australien     | 3 (Go Set)          |
| Danmark        | 3                   |
| Finland        | 6                   |
| Kanada         | 5 (RPM)             |
| Norge          | 3 (VG-lista)        |
| Storbritannien | 4 (UK Albums Chart) |
| Sverige        | 7* (Kvällstoppen)   |
| USA            | 7 (Billboard 200)   |
| Västtyskland   | 5                   |